# Гуссенс, Кобе
Кобе Гуссенс (нидерл. Kobe Goossens); (род. 29 апреля 1996, Лёвен, Фламандский регион) — бельгийский профессиональный шоссейный велогонщик, выступающий за команду мирового тура «Lotto Soudal».

## Достижения
2018
2-й Тур дю Юра (Франция) — Генеральная классификация
1-й  — Молодёжная классификация
3-й Вламсе Пейл
6-й Circuit de Wallonie
8-й Ronde de l'Isard — Генеральная классификация
9-й Эшборн — Франкфурт U23
2019
1-й  Тур дю Юра (Франция) — Генеральная классификация
1-й — Этап 1
3-й Circuit des Ardennes — Генеральная классификация
5-й Международный велотрофей Йонга Мар Мудига
7-й Тур дю Луар и Шер — Генеральная классификация